# Salvia sakuensis
Salvia sakuensis là một loài thực vật có hoa trong họ Hoa môi. Loài này được Naruh. & Hihara mô tả khoa học đầu tiên năm 2001.